# Auto-GP-Saison 2010
Die Auto-GP-Saison 2010 war die zwölfte Saison der ehemaligen Euroseries 3000, die erstmals unter dem Namen Auto GP veranstaltet wurde. Die Saison begann am 24. April 2010 in Brünn und endete am 3. Oktober 2010 in Monza. Romain Grosjean gewann den Meistertitel der Fahrer ein Rennen vor Saisonende. DAMS, für das auch Grosjean antrat, gewann die Teammeisterschaft.

## Starterfeld
Alle Piloten fuhren Lola-B05/52-Chassis und Motoren von Zytek.
| Team                   | Auto # | Fahrer               | Rennwochenende |
| ---------------------- | ------ | -------------------- | -------------- |
| DAMS                   | 1      | Duncan Tappy         | 1–6            |
| DAMS                   | 2      | Vladimir Arabadzhiev | 1              |
| DAMS                   | 2      | Fabrizio Crestani    | 2              |
| DAMS                   | 2      | Romain Grosjean      | 3–6            |
| DAMS                   | 3      | Edoardo Piscopo      | 1–6            |
| Charouz-Gravity Racing | 4      | Tomáš Kostka         | 1              |
| Charouz-Gravity Racing | 4      | Stefano Coletti      | 2              |
| Charouz-Gravity Racing | 4      | Natacha Gachnang     | 3, 5, 6        |
| Charouz-Gravity Racing | 4      | Esteban Guerrieri    | 4              |
| Charouz-Gravity Racing | 5      | Walter Grubmüller    | 1–3            |
| Charouz-Gravity Racing | 5      | Alexander Sims       | 5, 6           |
| Charouz-Gravity Racing | 6      | Jan Charouz          | 1–6            |
| Charouz-Gravity Racing | 7      | Adrien Tambay        | 1–6            |
| Super Nova Racing      | 8      | Jonny Reid           | 1–6            |
| Super Nova Racing      | 9      | Giorgio Pantano      | 1–3            |
| Super Nova Racing      | 9      | Jake Rosenzweig      | 4              |
| Super Nova Racing      | 9      | Luca Filippi         | 5, 6           |
| Trident Racing         | 10     | Julian Leal          | 1–6            |
| Trident Racing         | 11     | Adrian Zaugg         | 1              |
| Trident Racing         | 11     | Federico Leo         | 2, 6           |
| Trident Racing         | 11     | Fabrizio Crestani    | 3–4            |
| RP Motorsport          | 12     | Celso Míguez         | 1–4            |
| RP Motorsport          | 12     | Giacomo Ricci        | 5              |
| RP Motorsport          | 12     | Davide Valsecchi     | 6              |
| RP Motorsport          | 14     | Stefano Bizzarri     | 1–6            |
| Team Lazarus           | 15     | Fabio Onidi          | 1–6            |
| Euronova Racing        | 19     | Luca Filippi         | 1–3            |
| Euronova Racing        | 19     | Giorgio Pantano      | 4              |
| Durango                | 20     | Giuseppe Cipriani    | 6              |
| Durango                | 21     | Carlos Iaconelli     | 1–6            |
| Ombra Racing           | 22     | Giorgio Pantano      | 6              |

## Rennen
Der Rennkalender der Auto-GP-Saison 2010 umfasste sechs Rennwochenenden mit je zwei Rennen.
| Nr. | Datum         | Rennstrecke       | Sieger               | Zweiter         | Dritter         |
| --- | ------------- | ----------------- | -------------------- | --------------- | --------------- |
| 1.  | 24. April     | Brünn             | Luca Filippi         | Edoardo Piscopo | Fabio Onidi     |
| 2.  | 25. April     | Brünn             | Vladimir Arabadzhiev | Adrian Zaugg    | Edoardo Piscopo |
| 3.  | 22. Mai       | Imola             | Adrien Tambay        | Edoardo Piscopo | Fabio Onidi     |
| 4.  | 23. Mai       | Imola             | Carlos Iaconelli     | Celso Míguez    | Duncan Tappy    |
| 5.  | 26. Juni      | Spa-Francorchamps | Romain Grosjean      | Luca Filippi    | Giorgio Pantano |
| 6.  | 27. Juni      | Spa-Francorchamps | Carlos Iaconelli     | Romain Grosjean | Jan Charouz     |
| 7.  | 10. Juli      | Magny-Cours       | Romain Grosjean      | Duncan Tappy    | Fabio Onidi     |
| 8.  | 11. Juli      | Magny-Cours       | Carlos Iaconelli     | Jan Charouz     | Edoardo Piscopo |
| 9.  | 25. September | Los Arcos         | Julian Leal          | Edoardo Piscopo | Romain Grosjean |
| 10. | 26. September | Los Arcos         | Romain Grosjean      | Giacomo Ricci   | Jan Charouz     |
| 11. | 2. Oktober    | Monza             | Romain Grosjean      | Adrien Tambay   | Fabio Onidi     |
| 12. | 3. Oktober    | Monza             | Luca Filippi         | Jan Charouz     | Romain Grosjean |

## Wertungen

### Fahrerwertung
| Pos. | Fahrer           | Punkte |
| ---- | ---------------- | ------ |
| 1.   | Romain Grosjean  | 58     |
| 2.   | Edoardo Piscopo  | 42     |
| 3.   | Duncan Tappy     | 37     |
| 4.   | Jan Charouz      | 36     |
| 5.   | Luca Filippi     | 34     |
| 6.   | Adrien Tambay    | 29     |
| 7.   | Carlos Iaconelli | 24     |
| 8.   | Fabio Onidi      | 24     |
| 9.   | Julian Leal      | 21     |

| Pos. | Fahrer               | Punkte |
| ---- | -------------------- | ------ |
| 10.  | Jonny Reid           | 16     |
| 11.  | Vladimir Arabadzhiev | 8      |
| 12.  | Giacomo Ricci        | 8      |
| 13.  | Giorgio Pantano      | 8      |
| 14.  | Celso Míguez         | 6      |
| 15.  | Adrian Zaugg         | 6      |
| 16.  | Federico Leo         | 6      |
| 17.  | Jake Rosenzweig      | 5      |
| 18.  | Esteban Guerrieri    | 5      |

| Pos. | Fahrer            | Punkte |
| ---- | ----------------- | ------ |
| 19.  | Walter Grubmüller | 2      |
| 20.  | Stefano Coletti   | 2      |
| 21.  | Natacha Gachnang  | 1      |
| 22.  | Fabrizio Crestani | 0      |
| 23.  | Davide Valsecchi  | 0      |
| 24.  | Stefano Bizzarri  | 0      |
| 25.  | Alexander Sims    | 0      |
| 26.  | Giuseppe Cipriani | 0      |
| —    | Tomáš Kostka      | 0      |

### Teamwertung
| Pos. | Team                   | Punkte |
| ---- | ---------------------- | ------ |
| 1.   | DAMS                   | 135    |
| 2.   | Charouz-Gravity Racing | 74     |
| 3.   | Super Nova Racing      | 40     |
| 4.   | Trident Racing         | 33     |
| 5.   | Durango                | 24     |

| Pos. | Team            | Punkte |
| ---- | --------------- | ------ |
| 6.   | Team Lazarus    | 24     |
| 7.   | Euronova Racing | 23     |
| 8.   | RP Motorsport   | 14     |
| 9.   | Ombra Racing    | 14     |